# Maria da Graça Amado da Cunha
Maria da Graça Amado da Cunha, nacida Maria da Graça Macedo y Faro Amado da Cunha (Lubango, 24 de noviembre de 1919-Lisboa, 12 de febrero de 2001) fue una pianista clásica portuguesa, famosa por interpretar las obras del compositor portugués Fernando Lopes-Graça. También fue una reconocida activista feminista y opositora del régimen dictatorial del Estado Novo que gobernó Portugal entre 1933 y 1974.

## Trayectoria
Nacida el 24 de noviembre de 1919, en la Angola colonial, en Sá da Bandeira (actual Lubango), Maria da Graça Macedo y Faro Amado da Cunha era hija de Manuel de Barros Amado da Cunha, capitán piloto aviador de la Fuerza Aérea Militar y gobernador civil del Distrito de Faro, y de D. Guilhermina de Macedo Pinto Menezes e Faro y fue también hermana mayor de Francisco Manuel de Macedo e Faro Amado da Cunha (1921-2014), que llegó a ser teniente piloto y posteriormente realizó varios viajes inaugurales como piloto de la compañía aérea TAP. Cuando tenía un año, viajó con su familia a Portugal y se establecieron en Lisboa.
En la década de 1930 estudió en el Conservatorio Nacional, donde fue alumna del pianista José Vianna da Motta, del compositor Luís de Freitas Branco y de la compositora francesa Francine Benoît.
En 1942, junto con Lopes-Graça, Francine Benoît, Joaquim da Silva Pereira, Macario Santiago Kastner y otros músicos, directores y compositores, fundó la Sociedad de Conciertos Sonata, celebrando diversos actos públicos de música portuguesa y contemporánea en la Academia dos Amadores de Música o en los salones de la Sociedade Nacional de Belas Artes y del periódico O Século. Reconocida seis años más tarde, bajo la dirección de Luís de Freitas Branco, como sección portuguesa de la Sociedad Internacional para la Música Contemporánea (ISCM) en los primeros años tras su fundación, la sociedad destacó, en particular, las obras creadas por las compositoras Francine Benoît, Berta Alves de Sousa y Elvira de Freitas, entre otras, en un intento de dar a conocer la obra hasta entonces desconocida o incluso infravalorada de compositoras.
Durante las décadas de 1940 y 1950, Amado da Cunha colaboró en varias ocasiones con la prensa portuguesa, escribiendo reseñas musicales para diversas revistas y periódicos, como Seara Nova.
En 1950, después de que Lopes-Graça abandonara la redacción de Seara Nova, por diferencias ideológicas, al ser un antifascista declarado, junto con Francine Benoît y Maria da Graça Amado da Cunha, el trío fundó la revista mensual Gazeta Musical (1950-1957), con Luís de Freitas Branco como director y más tarde con Maria Vitória Quintas cuando la revista pasó a llamarse Gazeta Musical e de Todas as Artes (1957-1971).
Se dio a conocer sobre todo como promotora de la música portuguesa e intérprete de composiciones para piano del compositor Fernando Lopes-Graça. Aunque se jubiló a una edad relativamente joven, en los años sesenta, mantuvo una relación de amistad con Lopes-Graça durante más de 50 años.
En la década de 1940, Maria da Graça Amado da Cunha se casó con Roger D'Avellar, teniente de navío, piloto y superintendente de operaciones que, al igual que su hermano, trabajaba para la compañía aérea portuguesa TAP. Del matrimonio nació un hijo, Pedro Avelar (1945-), pintor y discípulo en París de Maria Helena Vieira da Silva, Manuel Cargaleiro y Árpád Szenes.
Con ideales feministas, antifascistas y pacifistas, en los años 40, la pianista entabló una larga amistad con Clementina Carneiro de Moura, miembro de la Asociación Femenina Portuguesa por la Paz (AFPP), uniéndose poco después, al igual que Francine Benoît, a la misma organización y al Movimiento de Unidad Democrática (MUD), cuyas acciones se oponían al régimen del Estado Novo.
Dentro del movimiento político, en noviembre de 1946, fue miembro de la Comisión de Escritores, Periodistas y Artistas de la MUD, que entregó una petición en protesta contra la censura, el encarcelamiento indiscriminado y el despido de varios académicos y otros profesores por sus opiniones políticas, muchos de los cuales eran militantes del Partido Comunista Portugués. La petición, firmada por más de 200 personas, sólo contenía las firmas de ocho mujeres, a saber, Maria da Graça Amado da Cunha, Clementina Carneiro de Moura, Manuela Porto, Irene Lisboa, Alice Gomes, Maria Keil, Natália Correia y Maria Barreira. En marzo de 1947, firmó una carta dirigida al Gobernador Civil de Lisboa, João Ferreira Dias Moreira, junto con Maria Keil, Cesina Bermudes, Maria Palmira Tito de Morais, Maria Valentina Trigo de Sousa y Elina Guimarães, en nombre del Comité de Mujeres de la MUD de Lisboa, para protestar contra la creación de prisiones políticas, como el campo de concentración de Tarrafal en Cabo Verde.
Falleció en Lisboa el 12 de febrero de 2001, a los 81 años.

## Legado y homenajes
En 1961, Amado da Cunha fue retratada en una obra de Abel Manta, uno de los más destacados pintores modernistas portugueses casado con Clementina Carneiro de Moura. El óleo se expone en el Museo Nacional de Música de Lisboa.
En 2019, se celebró en el Museo de la Música Portuguesa - Casa Verdades de Faria, en Cascais, una exposición documental sobre la vida y la carrera de la pianista, basada en el patrimonio donado por su familia, en colaboración con el INET-MD, el Instituto de Etnomusicología - Música y Danza y el CESEM, el Centro de Estudios de Sociología y Estética Musical.

## Discografía
Durante su vida, Maria da Graça Amado da Cunha produjo dos álbumes de música para piano, escritos por Lopes-Graça.
- Maria da Graça Amado da Cunha interpreta a Lopes-Graça, vol. I. Once variaciones, ocho bagatelas. Ed. PortugalSom/Strauss, 1996.
- Maria da Graça Amado da Cunha interpreta a Lopes-Graça, vol. II. Nueve bailes breves, Sonata núm. 2; Variaciones sobre un tema popular portugués. Ed. PortugalSom/Strauss, 1996.